# Kimvula
Pour la division administrative, voir Kimvula (territoire).
Kimvula est une localité, chef-leu du territoire éponyme de la province du Kongo-Central en République démocratique du Congo.

## Géographie
La localité est située à 418 km à l'est du chef-lieu de la province, Matadi et à 193 km au sud-est de Kisantu par la RN 16.
La commune est limitée par :
- au nord, la rivière Kinga au-delà du village de Kinzanzu
- au sud, la route de Kimvuandaba qui mène vers l'Angola
- à l'est, la rivière Benga
- à l'ouest, la montagne Mpombo.

## Administration
Chef-lieu territorial de 3 407 électeurs recensés en 2018, elle a le statut de commune rurale de moins de 80 000 électeurs, elle compte 7 conseillers municipaux en 2019.

## Société
Kimvula est le siège de la paroisse catholique Notre-Dame de Lourdes de Kimvula, fondée en 1926, elle fait partie de la doyenné de Kimvula du diocèse de Kisantu.